# أليزيو
أليزيو (بالإيطالية: Alezio)‏ هي بلدة وبلدية في مقاطعة ليتشي في إقليم بوليا في جنوب إيطاليا.

## السكان
في سنة 1742 بلغ عدد السكان 200 نسمة، وتطور العدد ليصل في سنة 2017 لـ 5٬695 نسمة.
يظهر هذا المخطط البياني تطور النمو السكاني لـ أليزيو